# طیف‌بینی فروشکست القایی لیزری

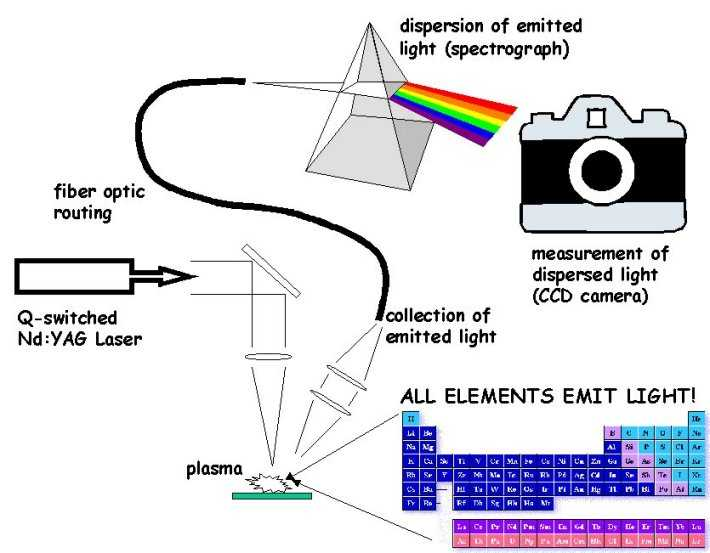
نمایی از شماتیک ساختار و سیستم (LIBS)

طیف‌سنجی (بیناب نمایی) فروشکست القایی لیزری (LIBS) با متمرکزکردن پالس لیزری روی مادهٔ نمونهٔ مجهول، حجم کوچکی از آن به شکل پلاسمای تابشی بسیار داغ که ناپایدار است، کنده می‌شود. پلاسما یک گاز یونیزه با دمای بالا شامل اتمها، یون و الکترونهای آزاد است. عامل ایجاد پلاسما برخورد پی در پی الکترونها با مولکولها و اتمهای نمونه و برانگیختگی آنهاست. تعداد این برخوردها آنقدر زیاد است که دمای پلاسما را بالا می‌برد. در حقیقت پلاسما را می‌توان یک شعله الکتریکی دانست که در مقایسه با شعله شیمیایی از پایداری، صحت و حساسیت بالاتری برخوردار است. عناصر مختلف در پلاسما پس از سرد شدن، طیف‌های اتمی، یونی و مولکولی مخصوص به خود را ساطع می‌کنند. از آنجایی که پلاسمای ایجاد شده دارای طول عمر بسیار کوتاهی است، لذا استفاده از تکنیک تفکیک زمانی به منظور انتخاب طیفهای اتمی، بسیار مهم است. نور گسیلی به وسیله یک طیف‌سنج به مؤلفه‌های طول موجی تجزیه شده و توسط آشکارساز ثبت می‌شود. با پردازش طول موج‌های ثبت شده، می‌توان به اطلاعاتی در مورد مقدار و نوع عناصر موجود در نمونه پی برد.

## تاریخچه
اما تاریخچه طیف‌سنجی فروشکست القاییده لیزری (LIBS) برمی گردد به کمی بعد از ابداع لیزر در دهه ۶۰ میلادی. لیزر پایه اصلی تکنیک LIBS می‌باشد، بعد از ساخت اولین لیزر یاقوت در ۱۹۶۰ تحقیقات زیادی در زمینه لیزر صورت گرفت. در سال ۱۹۶۳ روش Q-Switched در لیزرها ابداع شد. این نوع لیزرها توانایی تولید پالس با انرژی بالا و طول پالس کوتاه را دارا بودند و قابلیت استفاده در تکنیک LIBS را پیدا کردند. در سال ۱۹۶۳ اولین گزارشات در مورد ایجاد پلاسمای لیزر در گازها داده شد. در ادامه در سال ۱۹۶۶ آنالیز فلزات داغ توسط تکنیک LIBS صورت گرفت و می‌توان این دوران را زمان تولد تکنیک LIBS در عرصه علم دانست. در سالیان متمادی تحقیقات زیادی روی این تکنیک صورت گرفت و امروزه این تکنیک، یک تکنیک شناخته شده در زمینه طیف‌سنجی می‌باشد

## مزیت وکاربرد
از آنجا که این روش را می‌توان در محیط‌های متفاوت روی هر سه فاز ماده (جامد، مایع و گاز) به کار گرفت، در سال‌های اخیر کاربرد این روش در زمینه‌های صنعتی، پزشکی، نظامی و… رشد و توسعه بسیاری پیدا کرده و با استفاده از آن نمونه‌های مختلفی از قبیل آلیاژهای فلزی، نمونه‌های وابسته به زمین‌شناسی، باستان‌شناسی، زیست‌محیطی، مواد پلیمری و بیولوژیکی مورد تحلیل و بررسی قرار گرفته‌اند.
ابزار و وسایل LIBS نسبت به دیگر روش‌های متداول ساده‌تر و ارزان‌تر است به گونه‌ای که می‌توان مجموعه‌ای از این ابزار را به صورت یک وسیله قابل حمل، قدرتمند و قابل استفاده در هر محیطی ساخت. مزیت‌هایی از قبیل عدم نیاز به آماده‌سازی نمونه که علاوه بر جلوگیری از آلوده شدن نمونه، استفاده از این روش را برای هر نمونه‌ای با ابعاد و ویژگی‌های مختلف ممکن می‌سازد. آنالیز از راه دور، سریع بودن و آنالیز مواد به‌طور آنی و در محل و… سبب شده که استفاده از این روش جهت تجزیه و تحلیل کمی و کیفی عنصری مواد مختلف بسیار مورد توجه قرار گیرد. همچنین این روش می‌تواند عناصر کمینه و اصلی را به‌طور همزمان و با حساسیتی بالا تا حد ppm آشکارسازی کند.

## تشکیل پلاسما
پلاسما مجموعه‌ای از ذرات شامل اتم‌ها، یون‌ها و الکترون‌های آزاد است که از نظر الکتریکی خنثی بوده و رفتاری جمعی از خود نشان می‌دهند. پلاسما در روش LIBS، از برهم کنش و جذب انرژی پالس لیزر توسط نمونه حاصل می‌شود. پلاسماها توسط پارامترهای گوناگونی مشخص می‌شوند که اساسی‌ترین آن‌ها درجه یونیزاسیون می‌باشد. پلاسمایی که در آن نسبت الکترونها به گونه‌های دیگر موجود در پلاسما، کمتر از %۱۰ باشد پلاسمای ضعیف نامیده می‌شود و از طرفی پلاسمایی که اتمهای آن تعداد زیادی الکترون از دست داده و نسبت الکترون به اتم و یونها خیلی زیاد است، پلاسما با درجه یونیزاسیون بالا گفته می‌شود. پلاسماهای ایجاد شده در روش LIBS عموماً در دسته اول قرار می‌گیرند.
برهم کنش بین لیزر و ماده دارای قدمتی طولانی به اندازه خود لیزر است. این فرایند که در روش LIBS محصول آن پلاسما است، فرایندی پیچیده است که به متغیرهای زیادی از جمله پارامترهای مربوط به لیزر و نوع ماده بستگی دارد و بحث پیرامون آن در اینجا نمی‌گنجد. در پلاسما، اتمهای خنثی و یونهایی که در حالت برانگیخته قرار دارند، از اهمیت ویژه‌ای برخوردار هستند. در ادامه فرایندهای مربوط به تشکیل پلاسما بیان خواهد شد
```
پلاسما مجموعه‌ای از ذرات شامل اتمها، یون هاوالکترونهای آزاداست که ازنظرالکتریکی خنثی بوده ورفتاری جمعی ازخودنشان می‌دهند.
```

## یونش
در یک اتم خنثی تعداد الکترونها و پروتونها با هم برابرند و پروتونها در هسته به‌طور متمرکز (بار مثبت) و الکترونها در اطراف هسته در مدارهای اتمی حول هسته قرار گرفته‌اند و به شدت تحت تأثیر نیروی هسته هستند، به طوری که انرژی این مدارها و ترازهای اتمی کوانتیده است. حال اگر الکترون بیرونی‌ترین تراز به نحوی بتواند انرژی بیشتر از انرژی بستگی خود را جذب کند، می‌تواند از قید هسته فرار کرده و آزاد شود. این انرژی را، انرژی یونیزاسیون نامیده که باEi نشان داده می‌شود و به این فرایند، یونیزاسیون گفته می‌شود. اگر انرژی جذب شده توسط الکترون بیشتر از انرژی یونش باشد، الکترون هنگام ترک تراز اتمی دارای انرژی جنبشی خواهد بود و به دلیل عدم کوانتیده بودن انرژی جنبشی الکترون در فضای آزاد، الکترون تمام انرژی (بیشتر ازEi) را جذب کرده و دارای طیفی پیوسته خواهد بود.

## فرایندهای یونش
یونش برخوردی: به‌طور کلی برخورد بین ذرات شامل دو دسته برخوردهای کشسان و غیرکشسان می‌باشد. در برخوردهای کشسان قانون بقای انرژی جنبشی برقرار بوده و بعد از چنین برخوردی ساختار اتمی و مولکولی ذرات تغییری نمی‌کند و صرفاً انرژی جنبشی مبادله می‌شود. اما در برخوردهای غیرکشسان، انرژی جنبشی ذرات قبل و بعد از برخورد با هم برابر نبوده و مبادله انرژی شامل انتقال انرژی جنبشی و همچنین تغییر در انرژی داخلی اتم یا مولکول است که می‌تواند آن‌ها را یونیده کرده یا به حالات برانگیخته ببرد. به عبارت دیگر برخورد غیرکشسان برخوردی است که منجر به یونش می‌شود.
یک الکترون با انرژی جنبشی، در یک برخورد غیرکشسان، در صورتی منجر به یونش یک اتم یا مولکول می‌شود که شرط برقرار باشد (Eiاولین انرژی یونش است) در این حالت یک یون مثبت و دو الکترون ایجاد می‌شود. یونش یک اتم خنثی یا مولکول ممکن است به صورت مرحله‌ای یا پله‌ای نیز انجام پذیرد. به این صورت که امکان دارد انرژی الکترون‌های برخوردی در مقایسه با انرژی یونیزاسیون کمتر باشد. در این حالت، فرایندهایی به شکل زیر در یونش پله‌ای رخ می‌دهد.
- الف) الکترونی که انرژی کمتری از انرژی یونیزاسیون دارد با برخورد به اتم خنثی آن را برانگیخته کرده و بلافاصله الکترون دیگری با برخورد به اتم برانگیخته شده، آن را یونیده می‌کند.
- ب) برخورد دو اتم برانگیخته شده با یکدیگر، بدین صورت که یکی از اتمها با آزاد کردن انرژی به حالت پایه خود بر می‌گردد و اتم دیگر با دریافت این انرژی یونیده می‌شود.

فوتو- یونش: یک اتم خنثی می‌تواند با جذب یک فوتون پرانرژی یونیزه شود. لازمه این امر این است که انرژی فوتون (E = hν) برخوردی با اتم، بزرگتر از انرژی یونش اتم باشد. منابع نور فرابنفش به دلیل انرژی بالایشان در فوتو- یونیزاسیون اتمها مؤثرند. همچنین اگر چند فوتون به‌طور همزمان به اتم تابیده شوند، می‌توانند مانند یک فوتون پرانرژی عمل کرده و انرژی یونش اتم را تأمین نمایند. برای این منظور باید شدت لیزر را بالا برد تا احتمال حضور چند فوتون به‌طور همزمان زیاد شود.

## فروشکست
فروشکست به پدیده‌ای گفته می‌شود که در آن ماده دراثر بالا رفتن دماواعمال میدان الکتریکی از حالت نارسانابه حالت رسانا تبدیل می‌شود. شروع این فرایند را فروشکست و ادامه آن را تخلیه گویند. در واقع فروشکست لحظه تبدیل ماده از حالت نارسانا به رسانا را گویندکه دراثراعمال میدان الکتریکی ایجاد می‌شود. زمان شروع فرایند فروشکست ۸–۱۰ تا ۴–۱۰ ثانیه است. زمانی که میدان به ماده اعمال می‌شود، فروشکست در ماده رخ می‌دهد.
با گذشت زمان یونیزاسیون داخل ماده زیادتر و زیادتر شده تا جایی که در نهایت با نور سفیدی که با چشم قابل رویت است همراه می‌شود. میدانی که تخلیه را ایجاد می‌کند، می‌تواند هر نوع میدانی اعم از Ac, Dc، الکترومغناطیسی، امواج الکترومغناطیسی فرکانس بالا و امواج اپتیکی باشد و یونیزاسیونی که اتفاق می‌افتد، می‌تواند درجات متفاوتی داشته باشد.

## گسیل پلاسما
گذارهایی که نوعاً در اتمها و یونهای موجود در پلاسما رخ می‌دهد باعث گسیل تابشی پلاسما می‌شود. اتمها یا یونها دارای دو دسته ترازهای مقید و آزاد می‌باشند. انرژی ترازهای مقید گسسته و انرژی ترازهای آزاد که همان انرژی الکترون است، به‌طور پیوسته تغییر می‌کند. گذارها به دو دسته جذبی و گسیلی تقسیم می‌شوند. در گذارهای جذبی، الکترون با دریافت انرژی کافی و جذب فوتون، از ترازهای مقید پایین‌تر به بالاتر (برانگیختگی) یا از ترازهای مقید به ترازهای آزاد (یونیزاسیون) می‌رود. گذارهای جذبی عموماً در هنگام تشکیل پلاسما رخ می‌دهد. اما در گذارهای گسیلی، الکترون آزاد توسط یک تراز انرژی یونی گیر افتاده و انرژی جنبشی اضافه خود را به شکل فوتون از دست می‌دهد (باز ترکیب). به این ترتیب، الکترون از ترازهای آزاد به مقید کشانده شده و سپس با گسیل فوتونهای بعدی، از ترازهای مقید بالاتر به پایین‌تر (واهلش) می‌آید که چنین گذارهایی هنگام تابش پلاسما مؤثر می‌باشد.

## تجهیزات مورد نیاز در روش LIBS
به‌طور کلی ابزار و تجهیزات معمول برای انجام طیف‌سنجی پلاسمای فروشکست القای لیزری عبارتند از: لیزر (منبع تولید پلاسما)، المان‌های نوری از قبیل آینه و عدسی (برای متمرکز کردن و جمع‌آوری نور)، منشور، تأخیرانداز، طیف‌سنج‌ها، آشکارسازها و کامپیوتر جهت آنالیز طیفها که در زیر در مورد آن توضیح داده خواهد شد.

## منبع تولید پلاسما
در این روش از لیزر به عنوان منبع ایجاد پلاسما استفاده می‌شود. پارامترهای لیزری برای استفاده در این روش از اهمیت بالایی برخوردارند. از جمله این پارامترها عبارتند از:
- الف- انرژی لیزر: معمولاً محدوده انرژی بین ۱۰ تا ۵۰۰ میلی ژول در این روش استفاده می‌شود.
- ب- طول موج لیزر: بسته به نوع نمونه می‌توان از طول موج‌های مختلف لیزری استفاده کرد. برای مثال در نمونه‌های فلزی می‌توان از طول موج‌های ناحیه فرابنفش استفاده کرد. به این خاطر که فلزات جذب بسیار خوبی در این ناحیه دارند.
- ج- طول پالس لیزر: هر مرتبه طول پالسی دارای برخی خصوصیات است که بسته به نوع لیزر و نمونه مورد آزمایش در روش LIBS استفاده می‌شود. در لیزرهای فمتوثانیه اثر حفاظ پلاسمایی رخ نمی‌دهد و در نتیجه، پراکندگی انرژی توسط پلاسما را نداریم و حاصل آن تمرکز بهتر انرژی پالس روی نمونه، کندگی کمتر نمونه نسبت به لیزرهای نانوثانیه است[۲۶].
- د- شکل پروفایل لیزر: بیشتر از مد TEM00 لیزر استفاده می‌شود و برای بالا بردن قدرت تمرکز پرتو اهمیت دارد.

## المان‌های نوری
نور لیزر توسط تعدادی المان نوری مناسب شامل آینه‌ها و عدسیها به سطح نمونه رسیده و در آنجا متمرکز می‌شود. هرچه نور لیزر بهتر متمرکز شود، پلاسمای ایجاد شده قوی تر خواهد بود. از آنجا که تابش پلاسما حاوی اطلاعات ماده مورد آزمایش است و در همه جهات پخش می‌شود، لذا با یک چیدمان نوری مناسب می‌توان نور گسیلی بیشتری را جمع‌آوری کرده و به دستگاه طیف‌سنج و آشکارساز ارسال کرد.

## فیبر نوری
در این روش از فیبر نوری به منظور دریافت نور پلاسما و رساندن آن به دستگاه طیف‌سنج استفاده می‌شود. همچنین در آزمایش‌های راه دور که فاصله بین لیزر و نمونه زیاد است و همچنین در آزمایش‌هایی که نوع نمونه خطرناک بوده و نمی‌توان به آن نزدیک شد، برای رساندن نور لیزر به نمونه و جمعآوری نور حاصل از پلاسما از آن استفاده می‌شود.

## طیف‌سنج
نور حاصل از پلاسما از طریق فیبر نوری به وسیله طیف‌سنج به طول موجهای مختلف تشکیل‌دهنده آن تجزیه می‌شود و در نهایت با ورود به آشکارساز، شدت هر بازه طول‌موجی محاسبه می‌شود. برای تحلیل‌های چند عنصری با دقت بالا بهترین سیستم تحلیل نور و آشکارسازی یک طیف‌سنج اشل به همراه یک دوربین ICCD است. در مواردی دیگر بسته به نوع کار و دقت مورد نیاز می‌توان از آشکارسازهای دیگر مانندCCD وPMT نیز استفاده کرد

## انواع طیف‌سنجی
- طیف‌سنجی فلورسانسی
- طیف‌سنجی مرئی
- طیف‌سنجی فوریه
- طیف‌سنجی فرابنفش
- طیف‌سنجی فروسرخ
- طیف‌سنجی تشدید مغناطیسی هسته
- طیف‌سنجی رامان
- طیف‌سنجی فروشکست القایی لیزری